# Macrobrachium equidens
Macrobrachium equidens är en kräftdjursart som först beskrevs av James Dwight Dana 1852.  Macrobrachium equidens ingår i släktet Macrobrachium och familjen Palaemonidae. Inga underarter finns listade i Catalogue of Life.